# Āstāneh-ye Ashrafīyeh (kommunhuvudort i Iran)
Āstāneh-ye Ashrafīyeh (persiska: Āstāneh, آستانه اشرفیه) är en kommunhuvudort i Iran.   Den ligger i provinsen Gilan, i den norra delen av landet, 220 km nordväst om huvudstaden Teheran. Antalet invånare är 42 784.
Terrängen runt Āstāneh-ye Ashrafīyeh är mycket platt. Runt Āstāneh-ye Ashrafīyeh är det ganska tätbefolkat, med 230 invånare per kvadratkilometer. Närmaste större samhälle är Lāhījān, 8,2 km sydost om Āstāneh-ye Ashrafīyeh. Trakten runt Āstāneh-ye Ashrafīyeh består till största delen av jordbruksmark.